# 東南アジア友好協力条約
東南アジア友好協力条約（とうなんアジアゆうこうきょうりょくじょうやく、Treaty of Amity and Cooperation in Southeast Asia　一般には「友好協力条約」の部分だけを抜き出しTACと略される）は、1976年2月にインドネシアのバリ島で東南アジア諸国連合（ASEAN）初の首脳会議で締結された多国間条約。日本語訳の正式名称は東南アジアにおける友好協力条約。東南アジアにおける平和・友好・協力を目的とする。
国際連合憲章の諸原則、バンドン会議の平和10原則、東南アジア諸国連合設立宣言などを再確認し、東南アジア地域の平和、安定、協力の諸原則を定めている。

## 基本原則
第2条で締約国相互の関係について、以下の基本原則を定めている。
- 主権・領土保全等を相互に尊重
- 外圧に拠らずに国家として存在する権利
- 締約国相互での内政不干渉
- 紛争の平和的手段による解決
- 武力による威嚇または行使の放棄
- 締約国間の効果的な協力

## 締約国
以下の表は加盟日順に締約国をリストしたものです。
| No | Country            | Date           |
| -- | ------------------ | -------------- |
| 1  | インドネシア       | 1976年2月24日  |
| 2  | マレーシア         | 1976年2月24日  |
| 3  | フィリピン         | 1976年2月24日  |
| 4  | シンガポール       | 1976年2月24日  |
| 5  | タイ               | 1976年2月24日  |
| 6  | ブルネイ           | 1984年1月7日   |
| 7  | パプアニューギニア | 1989年7月6日   |
| 8  | ラオス             | 1992年6月29日  |
| 9  | ベトナム           | 1992年7月22日  |
| 10 | カンボジア         | 1995年1月23日  |
| 11 | ミャンマー         | 1995年7月27日  |
| 12 | 中国               | 2003年10月8日  |
| 13 | インド             | 2003年10月8日  |
| 14 | 日本               | 2004年7月2日   |
| 15 | パキスタン         | 2004年7月2日   |
| 16 | 韓国               | 2004年11月27日 |
| 17 | ロシア             | 2004年11月29日 |
| 18 | ニュージーランド   | 2005年7月25日  |
| 19 | モンゴル           | 2005年7月28日  |
| 20 | オーストラリア     | 2005年12月10日 |
| 21 | フランス           | 2006年7月20日  |
| 22 | 東ティモール       | 2007年1月13日  |
| 23 | バングラデシュ     | 2007年8月1日   |
| 24 | スリランカ         | 2007年8月1日   |
| 25 | 北朝鮮             | 2008年7月24日  |
| 26 | アメリカ合衆国     | 2009年7月23日  |
| 27 | カナダ             | 2010年7月23日  |
| 28 | トルコ             | 2010年7月23日  |
| 29 | 欧州連合           | 2012年7月12日  |
| 30 | イギリス           | 2012年7月12日  |
| 31 | ブラジル           | 2012年11月17日 |
| 32 | ノルウェー         | 2013年7月1日   |
| 33 | チリ               | 2016年9月6日   |
| 34 | エジプト           | 2016年9月6日   |
| 35 | モロッコ           | 2016年9月6日   |
| 36 | アルゼンチン       | 2018年8月1日   |
| 37 | イラン             | 2018年8月1日   |
| 38 | ペルー             | 2019年7月31日  |
| 39 | バーレーン         | 2019年11月2日  |
| 40 | ドイツ             | 2019年11月2日  |
| 41 | コロンビア         | 2020年11月10日 |
| 42 | キューバ           | 2020年11月10日 |
| 43 | 南アフリカ共和国   | 2020年11月10日 |
| 44 | デンマーク         | 2022年8月3日   |
| 45 | ギリシャ           | 2022年8月3日   |
| 46 | オランダ           | 2022年8月3日   |
| 47 | オマーン           | 2022年8月3日   |
| 48 | カタール           | 2022年8月3日   |
| 49 | アラブ首長国連邦   | 2022年8月3日   |
| 50 | ウクライナ         | 2022年11月10日 |
| 51 | サウジアラビア     | 2023年7月12日  |
| 52 | クウェート         | 2023年9月4日   |
| 53 | パナマ             | 2023年9月4日   |
| 54 | セルビア           | 2023年9月4日   |
| 55 | ルクセンブルク     | 2024年10月10日 |
| 56 | アルジェリア       | 2025年7月9日   |
| 57 | ウルグアイ         | 2025年7月9日   |